# Siwki (wieś)
Siwki – wieś w Polsce położona w województwie podlaskim, w powiecie kolneńskim, w gminie Grabowo.
Wierni kościoła rzymskokatolickiego należą do parafii Nawiedzenia Najświętszej Maryi Panny w Romanach.

## Historia
Prywatna wieś szlachecka położona była w drugiej połowie XVI wieku w powiecie wąsoskim ziemi wiskiej województwa mazowieckiego.
Dawniej dwie wsie – Siwki Włościańskie i Siwki Szlacheckie. W latach 1921–1939 wsie leżały w województwie białostockim, w powiecie kolneńskim (od 1932 w powiecie łomżyńskim), w gminie Przytuły.
Według Powszechnego Spisu Ludności z 1921 roku zamieszkiwało
- Siwki Szlacheckie – 83 osoby w 11 budynkach mieszkalnych
- Siwki Włościańskie – 73 osoby w 12 budynkach mieszkalnych[9].

Miejscowości należały do parafii rzymskokatolickiej w m. Romany. Podlegała pod Sąd Grodzki w Stawiskach i Okręgowy w Łomży; właściwy urząd pocztowy mieścił się w m. Stawiski.
W latach 1975–1998 miejscowość należała administracyjnie do województwa łomżyńskiego.